# Porphyrlandschaft bei Gimritz
Koordinaten: 51° 34′ 1″ N, 11° 50′ 50″ O

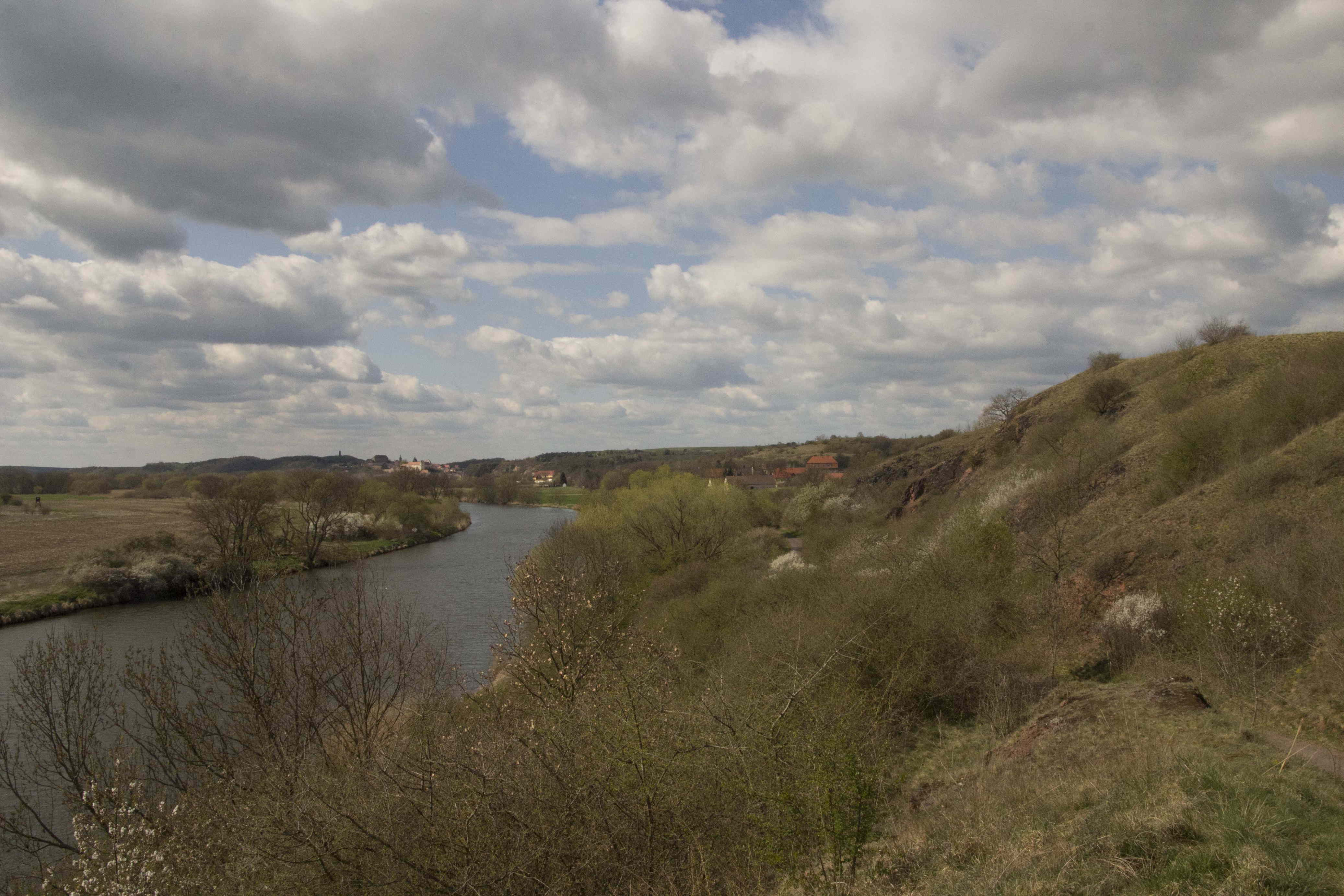
Naturschutzgebiet „Porphyrlandschaft bei Gimritz“

Die Porphyrlandschaft bei Gimritz ist ein Naturschutzgebiet in der Stadt Wettin-Löbejün im Saalekreis in Sachsen-Anhalt.

## Allgemeines
Das Naturschutzgebiet mit dem Kennzeichen NSG 0142 ist 290 Hektar groß. Es ist Bestandteil des FFH-Gebietes „Porphyrkuppenlandschaft nordwestlich Halle“ und größtenteils vom Landschaftsschutzgebiet „Saale“ umgeben. Das Gebiet steht seit 1994 unter Schutz (Datum der Verordnung: 12. August 1994). Zuständige untere Naturschutzbehörde ist der Saalekreis.

## Beschreibung
Das Naturschutzgebiet liegt nordwestlich von Halle (Saale) im Naturpark Unteres Saaletal. Es stellt ein repräsentatives Vegetationsmosaik der bundesweit einmaligen Porphyrkuppenlandschaft am Rand des Saaletals unter Schutz, das überwiegend von Offenlandschaften geprägt ist. Die Porphyrkuppenlandschaft wird von mehreren tiefen Erosionstälchen durchschnitten.
Die Offenlandschaften werden von Silikatfelsfluren, Trocken- und Halbtrockenrasen sowie Zwergstrauchheiden eingenommen. Dazu gesellen sich wärmeliebende Gebüsche. Auch einige aufgelassenen Streuobstwiesen sind im Naturschutzgebiet zu finden. In den Bachtälern sind vermehrt Gehölze zu finden. Teilweise sind auch Grünland- und extensiv genutzte Ackerflächen, die teilweise brachgefallen sind oder aufgelassen werden, in das Naturschutzgebiet einbezogen. Hier ist oft Ruderalvegetation zu finden. Auf den Trockenrasen siedeln u. a. Klebrige Miere und Fünfmänniger Spark. Auf Äckern und Ackerrandstreifen sowie anderen Ruderalstandorten siedeln Ackerwildkräuter wie Finkensame, Ackerschwarzkümmel und Gezähntes Rapünzchen. Weiterhin sind z. B. Kleines Knabenkraut, Gewöhnliches Katzenpfötchen, Silberscharte, Felsen-Fingerkraut, Gewöhnliche Kuhschelle, Pferdesesel und Felsengoldstern zu finden.
Das Gebiet ist Lebensraum einer artenreichen Avifauna, darunter Rotmilan, Saatkrähe, Rebhuhn, Wendehals, Neuntöter, Raubwürger, Nachtigall, Pirol, Sperbergrasmücke, Beutelmeise und Steinschmätzer. Auch Insekten sind zahlreich vertreten. So leben hier u. a. Wildbienen, Ameisen, Laufkäfer, verschiedene Spinnen, Heuschrecken und Schmetterlinge.
Das Gebiet wurde früher mit Schafen beweidet. Die Beweidung wurde in den 1990er-Jahren eingestellt. In der Folge haben sich Robinien und Landreitgrasfluren ausgebreitet, die die wertvollen Offenlandbereiche gefährden. Das Naturschutzgebiet grenzt im Nordwesten an die Saale sowie im Norden an die Landesstraße 161. Ansonsten grenzt es an landwirtschaftliche Nutzflächen. Im Norden verläuft die ehemalige Bahnlinie Wallwitz–Wettin durch das Naturschutzgebiet. Weiterhin verlaufen durch das Gebiet mehrere Wirtschaftswege, die auch als Wanderwege genutzt werden. Die Bundesautobahn 143 (Westumfahrung Halle), deren Weiterbau zwischen der Bundesstraße 80 bei Bennstedt und der Bundesautobahn 14 bei Görbitz geplant ist, würde direkt nördlich von Friedrichsschwerz in nordöstlicher Richtung und somit in unmittelbarer Nähe des Naturschutzgebietes verlaufen und hier das FFH-Gebiet „Porphyrkuppenlandschaft nordwestlich Halle“, das das Naturschutzgebiet „Porphyrlandschaft bei Gimritz“ und das wenig südlich liegende Naturschutzgebiet „Porphyrlandschaft bei Brachwitz“ verbindet, durchschneiden. Die Verbindung der beiden Naturschutzgebiete sollte durch eine Grünbrücke wiederhergestellt werden. Gegen den Planfeststellungsbeschluss 2005 hatte der NABU Sachsen-Anhalt geklagt. Der Planfeststellungsbeschluss wurde im Januar 2007 vom Bundesverwaltungsgericht als rechtswidrig und damit nicht vollziehbar eingestuft.